# Healthy Ageing Tour 2017
La 7e édition de l'Healthy Ageing Tour (connu auparavant sous le nom d'Energiewacht Tour) a lieu du 5 avril au 9 avril 2017. La course fait partie du calendrier international féminin UCI 2017 en catégorie 2.2.
Ellen van Dijk domine le contre-la-montre inaugural et obtient un avantage décisif sur ses adversaires. L'après-midi, Amy Pieters part seule à deux kilomètres du but pour s'imposer seule. Le lendemain, la formation Boels Dolmans confirme sa suprématie sur l'exercice chronométré. La troisième étape est remportée au sprint par Lisa Brennauer. Sur la quatrième étape, Chantal Blaak se glisse dans la bonne échappée avant de disposer de ses concurrentes au sprint. La dernière étape se conclut également par un sprint gagné par Emilie Moberg. Au classement général, le contre-la-montre inaugural a défini le podium final avec dans l'ordre Ellen van Dijk, Anna van der Breggen et Lisa Brennauer. Ellen van Dijk gagne également le classement par points. Barbara Guarischi remporte le classement des sprints, Lisa Klein est la meilleure jeune, Marjolein Van't Geloof la meilleure Néerlandaise en club, Roxane Knetemann la super-combative et enfin Boels Dolmans la meilleure équipe.

## Équipes
| Équipes féminines professionnelles (9)- Alé Cipollini Galassia - Boels Dolmans - Canyon-SRAM - Cervélo Bigla - Hitec Products - Parkhotel Valkenburg-Destil Cycling Team - Sunweb - VéloCONCEPT Women - Team WNT Équipes nationales (2)- Grande-Bretagne - Pays-Bas Équipe féminines amateur (5)- Jan van Arckel - NWVG - Swaboladies,nl - Team Drenthe - Jos Feron |
| |

## Étapes
| Étape       | Date   | Villes étapes               | type                         | Distance (km) | Vainqueur d'étape | Leader du classement général |
| ----------- | ------ | --------------------------- | ---------------------------- | ------------- | ----------------- | ---------------------------- |
| 1re a étape | 5 avr. | Leek – Leek                 | contre-la-montre individuel  | 16,9          | Ellen van Dijk    | Ellen van Dijk               |
| 1re b étape | 5 avr. | Grijpskerk – Grijpskerk     | étape de plaine              | 77,6          | Amy Pieters       | Ellen van Dijk               |
| 2e étape    | 6 avr. | Baflo – Baflo               | contre-la-montre par équipes | 19,3          | Boels Dolmans     | Ellen van Dijk               |
| 3e étape    | 7 avr. | Musselkanaal – Stadskanaal  | étape de plaine              | 154,4         | Lisa Brennauer    | Ellen van Dijk               |
| 4e étape    | 8 avr. | Finsterwolde – Finsterwolde | étape de plaine              | 126,6         | Chantal Blaak     | Ellen van Dijk               |
| 5e étape    | 9 avr. | Borkum – Borkum             | étape de plaine              | 117,9         | Emilie Moberg     | Ellen van Dijk               |

## Déroulement de la course

### 1reétape, secteur a
Comme l'année précédente, Ellen van Dijk domine largement le contre-la-montre individuel de l'épreuve. Elle prend ainsi une option sur la victoire finale avec vingt-sept secondes d'avance sur Anna van der Breggen.
| \| Classement de l'étape \| Classement de l'étape \| Classement de l'étape \| Classement de l'étape \| Classement de l'étape \| \| Coureuse \| Coureuse \| Pays \| Équipe \| Temps \| \| --------------------- \| --------------------- \| --------------------- \| --------------------- \| --------------------- \| \| 1re \| Ellen van Dijk \| Pays-Bas \| Sunweb \| 22 min 18 s \| \| 2e \| Anna van der Breggen \| Pays-Bas \| Boels Dolmans \| + 27 s \| \| 3e \| Lisa Brennauer \| Allemagne \| Canyon-SRAM Racing \| + 36 s \| \| 4e \| Stephanie Pohl \| Allemagne \| Cervélo Bigla \| + 42 s \| \| 5e \| Annemiek van Vleuten \| Pays-Bas \| Pays-Bas \| + 46 s \| \| 6e \| Lisa Klein \| Allemagne \| Cervélo Bigla \| + 55 s \| \| 7e \| Chantal Blaak \| Pays-Bas \| Boels Dolmans \| + 58 s \| \| 8e \| Allie Dragoo \| États-Unis \| Cervélo Bigla \| + 1 min 02 s \| \| 9e \| Mieke Kröger \| Allemagne \| Canyon-SRAM Racing \| + 1 min 03 s \| \| 10e \| Christine Majerus \| Luxembourg \| Boels Dolmans \| + 1 min 12 s \| |                      |            |                    |              |
| |                      |            |                    |              |
| Source : ProCyclingStats |                      |            |                    |              |
| Classement de l'étape |                      |            |                    |              |
| Coureuse | Coureuse             | Pays       | Équipe             | Temps        |
| 1re | Ellen van Dijk       | Pays-Bas   | Sunweb             | 22 min 18 s  |
| 2e | Anna van der Breggen | Pays-Bas   | Boels Dolmans      | + 27 s       |
| 3e | Lisa Brennauer       | Allemagne  | Canyon-SRAM Racing | + 36 s       |
| 4e | Stephanie Pohl       | Allemagne  | Cervélo Bigla      | + 42 s       |
| 5e | Annemiek van Vleuten | Pays-Bas   | Pays-Bas           | + 46 s       |
| 6e | Lisa Klein           | Allemagne  | Cervélo Bigla      | + 55 s       |
| 7e | Chantal Blaak        | Pays-Bas   | Boels Dolmans      | + 58 s       |
| 8e | Allie Dragoo         | États-Unis | Cervélo Bigla      | + 1 min 02 s |
| 9e | Mieke Kröger         | Allemagne  | Canyon-SRAM Racing | + 1 min 03 s |
| 10e | Christine Majerus    | Luxembourg | Boels Dolmans      | + 1 min 12 s |

| \| Classement général \| Classement général \| Classement général \| Classement général \| Classement général \| \| Coureuse \| Coureuse \| Pays \| Équipe \| Temps \| \| ------------------ \| -------------------- \| ------------------ \| ------------------ \| ------------------ \| \| 1re \| Ellen van Dijk \| Pays-Bas \| Sunweb \| 22 min 18 s \| \| 2e \| Anna van der Breggen \| Pays-Bas \| Boels Dolmans \| + 27 s \| \| 3e \| Lisa Brennauer \| Allemagne \| Canyon-SRAM Racing \| + 36 s \| \| 4e \| Stephanie Pohl \| Allemagne \| Cervélo Bigla \| + 42 s \| \| 5e \| Annemiek van Vleuten \| Pays-Bas \| Pays-Bas \| + 46 s \| \| 6e \| Lisa Klein \| Allemagne \| Cervélo Bigla \| + 55 s \| \| 7e \| Chantal Blaak \| Pays-Bas \| Boels Dolmans \| + 58 s \| \| 8e \| Allie Dragoo \| États-Unis \| Cervélo Bigla \| + 1 min 02 s \| \| 9e \| Mieke Kröger \| Allemagne \| Canyon-SRAM Racing \| + 1 min 03 s \| \| 10e \| Christine Majerus \| Luxembourg \| Boels Dolmans \| + 1 min 12 s \| |                      |            |                    |              |
| |                      |            |                    |              |
| Source : ProCyclingStats |                      |            |                    |              |
| Classement général |                      |            |                    |              |
| Coureuse | Coureuse             | Pays       | Équipe             | Temps        |
| 1re | Ellen van Dijk       | Pays-Bas   | Sunweb             | 22 min 18 s  |
| 2e | Anna van der Breggen | Pays-Bas   | Boels Dolmans      | + 27 s       |
| 3e | Lisa Brennauer       | Allemagne  | Canyon-SRAM Racing | + 36 s       |
| 4e | Stephanie Pohl       | Allemagne  | Cervélo Bigla      | + 42 s       |
| 5e | Annemiek van Vleuten | Pays-Bas   | Pays-Bas           | + 46 s       |
| 6e | Lisa Klein           | Allemagne  | Cervélo Bigla      | + 55 s       |
| 7e | Chantal Blaak        | Pays-Bas   | Boels Dolmans      | + 58 s       |
| 8e | Allie Dragoo         | États-Unis | Cervélo Bigla      | + 1 min 02 s |
| 9e | Mieke Kröger         | Allemagne  | Canyon-SRAM Racing | + 1 min 03 s |
| 10e | Christine Majerus    | Luxembourg | Boels Dolmans      | + 1 min 12 s |

### 1reétape, secteur b
Le vent est présent sur les quatre tours de circuit long de 19,6 km autour de Grijpskerk. Une sélection s'effectue dès le premier tour de circuit avec une quinzaine de coureuses en tête. À deux kilomètres de l'arrivée, Amy Pieters parvient à se détacher et s'impose. Derrière, Barbara Guarischi règle le sprint du peloton.
| \| Classement de l'étape \| Classement de l'étape \| Classement de l'étape \| Classement de l'étape \| Classement de l'étape \| \| Coureuse \| Coureuse \| Pays \| Équipe \| Temps \| \| --------------------- \| --------------------- \| --------------------- \| --------------------- \| --------------------- \| \| 1re \| Amy Pieters \| Pays-Bas \| Boels Dolmans \| 1 h 53 min 14 s \| \| 2e \| Barbara Guarischi \| Italie \| Canyon-SRAM Racing \| + 5 s \| \| 3e \| Lotta Lepistö \| Finlande \| Cervélo Bigla \| + 5 s \| \| 4e \| Alice Barnes \| Royaume-Uni \| Grande-Bretagne \| + 5 s \| \| 5e \| Ellen van Dijk \| Pays-Bas \| Sunweb \| + 5 s \| \| 6e \| Amalie Dideriksen \| Danemark \| Boels Dolmans \| + 5 s \| \| 7e \| Anna van der Breggen \| Pays-Bas \| Boels Dolmans \| + 5 s \| \| 8e \| Lisa Klein \| Allemagne \| Cervélo Bigla \| + 5 s \| \| 9e \| Lisa Brennauer \| Allemagne \| Canyon-SRAM Racing \| + 5 s \| \| 10e \| Christine Majerus \| Luxembourg \| Boels Dolmans \| + 5 s \| |                      |             |                    |                 |
| |                      |             |                    |                 |
| Source : ProCyclingStats |                      |             |                    |                 |
| Classement de l'étape |                      |             |                    |                 |
| Coureuse | Coureuse             | Pays        | Équipe             | Temps           |
| 1re | Amy Pieters          | Pays-Bas    | Boels Dolmans      | 1 h 53 min 14 s |
| 2e | Barbara Guarischi    | Italie      | Canyon-SRAM Racing | + 5 s           |
| 3e | Lotta Lepistö        | Finlande    | Cervélo Bigla      | + 5 s           |
| 4e | Alice Barnes         | Royaume-Uni | Grande-Bretagne    | + 5 s           |
| 5e | Ellen van Dijk       | Pays-Bas    | Sunweb             | + 5 s           |
| 6e | Amalie Dideriksen    | Danemark    | Boels Dolmans      | + 5 s           |
| 7e | Anna van der Breggen | Pays-Bas    | Boels Dolmans      | + 5 s           |
| 8e | Lisa Klein           | Allemagne   | Cervélo Bigla      | + 5 s           |
| 9e | Lisa Brennauer       | Allemagne   | Canyon-SRAM Racing | + 5 s           |
| 10e | Christine Majerus    | Luxembourg  | Boels Dolmans      | + 5 s           |

| \| Classement général \| Classement général \| Classement général \| Classement général \| Classement général \| \| Coureuse \| Coureuse \| Pays \| Équipe \| Temps \| \| ------------------ \| -------------------- \| ------------------ \| ------------------ \| ------------------ \| \| 1re \| Ellen van Dijk \| Pays-Bas \| Sunweb \| 2 h 15 min 37 s \| \| 2e \| Anna van der Breggen \| Pays-Bas \| Boels Dolmans \| + 27 s \| \| 3e \| Lisa Brennauer \| Allemagne \| Canyon-SRAM Racing \| + 36 s \| \| 4e \| Lisa Klein \| Allemagne \| Cervélo Bigla \| + 55 s \| \| 5e \| Christine Majerus \| Luxembourg \| Boels Dolmans \| + 1 min 12 s \| \| 6e \| Amy Pieters \| Pays-Bas \| Boels Dolmans \| + 1 min 12 s \| \| 7e \| Lucinda Brand \| Pays-Bas \| Sunweb \| + 1 min 14 s \| \| 8e \| Lotta Lepistö \| Finlande \| Cervélo Bigla \| + 1 min 18 s \| \| 9e \| Amalie Dideriksen \| Danemark \| Boels Dolmans \| + 1 min 35 s \| \| 10e \| Floortje Mackaij \| Pays-Bas \| Sunweb \| + 1 min 43 s \| |                      |            |                    |                 |
| |                      |            |                    |                 |
| Source : ProCyclingStats |                      |            |                    |                 |
| Classement général |                      |            |                    |                 |
| Coureuse | Coureuse             | Pays       | Équipe             | Temps           |
| 1re | Ellen van Dijk       | Pays-Bas   | Sunweb             | 2 h 15 min 37 s |
| 2e | Anna van der Breggen | Pays-Bas   | Boels Dolmans      | + 27 s          |
| 3e | Lisa Brennauer       | Allemagne  | Canyon-SRAM Racing | + 36 s          |
| 4e | Lisa Klein           | Allemagne  | Cervélo Bigla      | + 55 s          |
| 5e | Christine Majerus    | Luxembourg | Boels Dolmans      | + 1 min 12 s    |
| 6e | Amy Pieters          | Pays-Bas   | Boels Dolmans      | + 1 min 12 s    |
| 7e | Lucinda Brand        | Pays-Bas   | Sunweb             | + 1 min 14 s    |
| 8e | Lotta Lepistö        | Finlande   | Cervélo Bigla      | + 1 min 18 s    |
| 9e | Amalie Dideriksen    | Danemark   | Boels Dolmans      | + 1 min 35 s    |
| 10e | Floortje Mackaij     | Pays-Bas   | Sunweb             | + 1 min 43 s    |

### 2eétape
La formation Boels Dolmans, championne du monde de la spécialité, gagne le contre-la-montre par équipes devant la formation Cervélo-Bigla et la formation Sunweb. Les temps réels de cette étape n'étant pas sommés aux temps des coureurs, Ellen van Dijk conserve son maillot jaune.
| \| Classement de l'étape \| Classement de l'étape \| Classement de l'étape \| Classement de l'étape \| Classement de l'étape \| Classement de l'étape \| \| Équipe \| Équipe \| Pays \| Temps \| Écart de temps \| Vitesse moy. \| \| --------------------- \| ---------------------------------------- \| --------------------- \| --------------------- \| --------------------- \| --------------------- \| \| 1re \| Boels Dolmans \| Pays-Bas \| 24 min 09 s \| 0 s \| 47.919 km/h \| \| 2e \| Cervélo Bigla \| Allemagne \| 24 min 40 s \| + 31 s \| 46.940 km/h \| \| 3e \| Sunweb \| Pays-Bas \| 24 min 40 s \| + 31 s \| 46.935 km/h \| \| 4e \| Canyon-SRAM \| Allemagne \| 24 min 43 s \| + 34 s \| 46.839 km/h \| \| 5e \| Pays-Bas \| Pays-Bas \| 25 min 33 s \| + 1 min 24 s \| 45.315 km/h \| \| 6e \| Parkhotel Valkenburg-Destil Cycling Team \| Pays-Bas \| 25 min 54 s \| + 1 min 45 s \| 44.693 km/h \| \| 7e \| VéloCONCEPT Women \| Danemark \| 26 min 00 s \| + 1 min 51 s \| 44.519 km/h \| \| 8e \| Alé Cipollini Galassia \| Italie \| 26 min 29 s \| + 2 min 20 s \| 43.725 km/h \| \| 9e \| Hitec Products \| Norvège \| 26 min 29 s \| + 2 min 20 s \| 43.703 km/h \| \| 10e \| Jan van Arckel \| Pays-Bas \| 26 min 53 s \| + 2 min 44 s \| 43.069 km/h \| |                                          |           |             |                |              |
| |                                          |           |             |                |              |
| Source : ProCyclingStats |                                          |           |             |                |              |
| Classement de l'étape |                                          |           |             |                |              |
| Équipe | Équipe                                   | Pays      | Temps       | Écart de temps | Vitesse moy. |
| 1re | Boels Dolmans                            | Pays-Bas  | 24 min 09 s | 0 s            | 47.919 km/h  |
| 2e | Cervélo Bigla                            | Allemagne | 24 min 40 s | + 31 s         | 46.940 km/h  |
| 3e | Sunweb                                   | Pays-Bas  | 24 min 40 s | + 31 s         | 46.935 km/h  |
| 4e | Canyon-SRAM                              | Allemagne | 24 min 43 s | + 34 s         | 46.839 km/h  |
| 5e | Pays-Bas                                 | Pays-Bas  | 25 min 33 s | + 1 min 24 s   | 45.315 km/h  |
| 6e | Parkhotel Valkenburg-Destil Cycling Team | Pays-Bas  | 25 min 54 s | + 1 min 45 s   | 44.693 km/h  |
| 7e | VéloCONCEPT Women                        | Danemark  | 26 min 00 s | + 1 min 51 s   | 44.519 km/h  |
| 8e | Alé Cipollini Galassia                   | Italie    | 26 min 29 s | + 2 min 20 s   | 43.725 km/h  |
| 9e | Hitec Products                           | Norvège   | 26 min 29 s | + 2 min 20 s   | 43.703 km/h  |
| 10e | Jan van Arckel                           | Pays-Bas  | 26 min 53 s | + 2 min 44 s   | 43.069 km/h  |

| \| Classement général \| Classement général \| Classement général \| Classement général \| Classement général \| \| Coureuse \| Coureuse \| Pays \| Équipe \| Temps \| \| ------------------ \| -------------------- \| ------------------ \| ------------------ \| ------------------ \| \| 1re \| Ellen van Dijk \| Pays-Bas \| Sunweb \| 2 h 15 min 09 s \| \| 2e \| Anna van der Breggen \| Pays-Bas \| Boels Dolmans \| + 20 s \| \| 3e \| Lisa Brennauer \| Allemagne \| Canyon-SRAM Racing \| + 38 s \| \| 4e \| Lisa Klein \| Allemagne \| Cervélo Bigla \| + 53 s \| \| 5e \| Christine Majerus \| Luxembourg \| Boels Dolmans \| + 1 min 05 s \| \| 6e \| Amy Pieters \| Pays-Bas \| Boels Dolmans \| + 1 min 05 s \| \| 7e \| Lucinda Brand \| Pays-Bas \| Sunweb \| + 1 min 14 s \| \| 8e \| Lotta Lepistö \| Finlande \| Cervélo Bigla \| + 1 min 16 s \| \| 9e \| Amalie Dideriksen \| Danemark \| Boels Dolmans \| + 1 min 28 s \| \| 10e \| Floortje Mackaij \| Pays-Bas \| Sunweb \| + 1 min 43 s \| |                      |            |                    |                 |
| |                      |            |                    |                 |
| Source : ProCyclingStats |                      |            |                    |                 |
| Classement général |                      |            |                    |                 |
| Coureuse | Coureuse             | Pays       | Équipe             | Temps           |
| 1re | Ellen van Dijk       | Pays-Bas   | Sunweb             | 2 h 15 min 09 s |
| 2e | Anna van der Breggen | Pays-Bas   | Boels Dolmans      | + 20 s          |
| 3e | Lisa Brennauer       | Allemagne  | Canyon-SRAM Racing | + 38 s          |
| 4e | Lisa Klein           | Allemagne  | Cervélo Bigla      | + 53 s          |
| 5e | Christine Majerus    | Luxembourg | Boels Dolmans      | + 1 min 05 s    |
| 6e | Amy Pieters          | Pays-Bas   | Boels Dolmans      | + 1 min 05 s    |
| 7e | Lucinda Brand        | Pays-Bas   | Sunweb             | + 1 min 14 s    |
| 8e | Lotta Lepistö        | Finlande   | Cervélo Bigla      | + 1 min 16 s    |
| 9e | Amalie Dideriksen    | Danemark   | Boels Dolmans      | + 1 min 28 s    |
| 10e | Floortje Mackaij     | Pays-Bas   | Sunweb             | + 1 min 43 s    |

### 3eétape
Un groupe d'échappée avec Roxane Knetemann, Stephanie Pohl et Esra Tromp part au bout de trente minutes de course. Elles sont rejointes par Katarzyna Pawlowska, Sara Penton, Christina Siggaard, Daiva Tušlaitė, Vita Heine, Anouska Koster et Nicole Steigenga au bout de cinquante kilomètres. Le peloton laisse filer l'échappée, puis se contente de limiter l'écart. Le vent vient ensuite scinder le peloton en plusieurs parties. À vingt kilomètres de l'arrivée, Nicole Steigenga part seule. La formation Canyon-SRAM démarre ensuite la poursuite et reprend les échappées puis Nicole Steigenga sous la flamme rouge. Lisa Brennauer gagne le sprint d'un peloton réduit.
| \| Classement de l'étape \| Classement de l'étape \| Classement de l'étape \| Classement de l'étape \| Classement de l'étape \| \| Coureuse \| Coureuse \| Pays \| Équipe \| Temps \| \| --------------------- \| --------------------- \| --------------------- \| --------------------- \| --------------------- \| \| 1re \| Lisa Brennauer \| Allemagne \| Canyon-SRAM Racing \| 3 h 50 min 58 s \| \| 2e \| Lisa Klein \| Allemagne \| Cervélo Bigla \| + 0 s \| \| 3e \| Ellen van Dijk \| Pays-Bas \| Sunweb \| + 0 s \| \| 4e \| Floortje Mackaij \| Pays-Bas \| Sunweb \| + 0 s \| \| 5e \| Christine Majerus \| Luxembourg \| Boels Dolmans \| + 0 s \| \| 6e \| Emilie Moberg \| Norvège \| Hitec Products \| + 0 s \| \| 7e \| Alice Barnes \| Royaume-Uni \| Grande-Bretagne \| + 0 s \| \| 8e \| Anna van der Breggen \| Pays-Bas \| Boels Dolmans \| + 0 s \| \| 9e \| Evy Kuijpers \| Pays-Bas \| Jan van Arckel \| + 0 s \| \| 10e \| Amy Pieters \| Pays-Bas \| Boels Dolmans \| + 0 s \| |                      |             |                    |                 |
| |                      |             |                    |                 |
| Source : ProCyclingStats |                      |             |                    |                 |
| Classement de l'étape |                      |             |                    |                 |
| Coureuse | Coureuse             | Pays        | Équipe             | Temps           |
| 1re | Lisa Brennauer       | Allemagne   | Canyon-SRAM Racing | 3 h 50 min 58 s |
| 2e | Lisa Klein           | Allemagne   | Cervélo Bigla      | + 0 s           |
| 3e | Ellen van Dijk       | Pays-Bas    | Sunweb             | + 0 s           |
| 4e | Floortje Mackaij     | Pays-Bas    | Sunweb             | + 0 s           |
| 5e | Christine Majerus    | Luxembourg  | Boels Dolmans      | + 0 s           |
| 6e | Emilie Moberg        | Norvège     | Hitec Products     | + 0 s           |
| 7e | Alice Barnes         | Royaume-Uni | Grande-Bretagne    | + 0 s           |
| 8e | Anna van der Breggen | Pays-Bas    | Boels Dolmans      | + 0 s           |
| 9e | Evy Kuijpers         | Pays-Bas    | Jan van Arckel     | + 0 s           |
| 10e | Amy Pieters          | Pays-Bas    | Boels Dolmans      | + 0 s           |

| \| Classement général \| Classement général \| Classement général \| Classement général \| Classement général \| \| Coureuse \| Coureuse \| Pays \| Équipe \| Temps \| \| ------------------ \| -------------------- \| ------------------ \| ------------------ \| ------------------ \| \| 1re \| Ellen van Dijk \| Pays-Bas \| Sunweb \| 6 h 06 min 03 s \| \| 2e \| Anna van der Breggen \| Pays-Bas \| Boels Dolmans \| + 24 s \| \| 3e \| Lisa Brennauer \| Allemagne \| Canyon-SRAM Racing \| + 32 s \| \| 4e \| Lisa Klein \| Allemagne \| Cervélo Bigla \| + 51 s \| \| 5e \| Christine Majerus \| Luxembourg \| Boels Dolmans \| + 1 min 09 s \| \| 6e \| Amy Pieters \| Pays-Bas \| Boels Dolmans \| + 1 min 09 s \| \| 7e \| Lucinda Brand \| Pays-Bas \| Sunweb \| + 1 min 18 s \| \| 8e \| Lotta Lepistö \| Finlande \| Cervélo Bigla \| + 1 min 20 s \| \| 9e \| Amalie Dideriksen \| Danemark \| Boels Dolmans \| + 1 min 36 s \| \| 10e \| Floortje Mackaij \| Pays-Bas \| Sunweb \| + 1 min 47 s \| |                      |            |                    |                 |
| |                      |            |                    |                 |
| Source : ProCyclingStats |                      |            |                    |                 |
| Classement général |                      |            |                    |                 |
| Coureuse | Coureuse             | Pays       | Équipe             | Temps           |
| 1re | Ellen van Dijk       | Pays-Bas   | Sunweb             | 6 h 06 min 03 s |
| 2e | Anna van der Breggen | Pays-Bas   | Boels Dolmans      | + 24 s          |
| 3e | Lisa Brennauer       | Allemagne  | Canyon-SRAM Racing | + 32 s          |
| 4e | Lisa Klein           | Allemagne  | Cervélo Bigla      | + 51 s          |
| 5e | Christine Majerus    | Luxembourg | Boels Dolmans      | + 1 min 09 s    |
| 6e | Amy Pieters          | Pays-Bas   | Boels Dolmans      | + 1 min 09 s    |
| 7e | Lucinda Brand        | Pays-Bas   | Sunweb             | + 1 min 18 s    |
| 8e | Lotta Lepistö        | Finlande   | Cervélo Bigla      | + 1 min 20 s    |
| 9e | Amalie Dideriksen    | Danemark   | Boels Dolmans      | + 1 min 36 s    |
| 10e | Floortje Mackaij     | Pays-Bas   | Sunweb             | + 1 min 47 s    |

### 4eétape
L'étape est venteuse. À mi-course, un groupe de treize coureuses s'extrait. Il contient Amy Pieters, Lotta Lepistö et Floortje Mackaij et est dangereux au classement général. Le peloton le reprend. Une échappée de neuf athlètes part ensuite. Elle comprend : Daiva Tušlaitė, Chantal Blaak , Alexis Ryan, Mieke Kröger, Allie Dragoo, Danique Braam, Susanne Andersen, Liana de Jong et Christina Siggaard. L'écart reste faible. Dans le final, les attaques se multiplient sous l'impulsion de Mieke Kröger, Allie Dragoo et Danique Braam mais sans succès. Chantal Blaak gagne finalement au sprint. Le peloton arrive quelques secondes plus tard.
| \| Classement de l'étape \| Classement de l'étape \| Classement de l'étape \| Classement de l'étape \| Classement de l'étape \| \| Coureuse \| Coureuse \| Pays \| Équipe \| Temps \| \| --------------------- \| ----------------------- \| --------------------- \| --------------------- \| --------------------- \| \| 1re \| Chantal Blaak \| Pays-Bas \| Boels Dolmans \| 3 h 00 min 15 s \| \| 2e \| Susanne Andersen \| Norvège \| Hitec Products \| + 0 s \| \| 3e \| Daiva Tušlaitė \| Lituanie \| Alé Cipollini \| + 0 s \| \| 4e \| Mieke Kröger \| Allemagne \| Canyon-SRAM Racing \| + 0 s \| \| 5e \| Allie Dragoo \| États-Unis \| Cervélo Bigla \| + 0 s \| \| 6e \| Danique Braam \| Pays-Bas \| Jan van Arckel \| + 0 s \| \| 7e \| Liena de Jong \| Pays-Bas \| Team Drenthe \| + 0 s \| \| 8e \| Marjolein van 't Geloof \| Pays-Bas \| Jan van Arckel \| + 8 s \| \| 9e \| Anna van der Breggen \| Pays-Bas \| Boels Dolmans \| + 8 s \| \| 10e \| Ellen van Dijk \| Pays-Bas \| Sunweb \| + 8 s \| |                         |            |                    |                 |
| |                         |            |                    |                 |
| Source : ProCyclingStats |                         |            |                    |                 |
| Classement de l'étape |                         |            |                    |                 |
| Coureuse | Coureuse                | Pays       | Équipe             | Temps           |
| 1re | Chantal Blaak           | Pays-Bas   | Boels Dolmans      | 3 h 00 min 15 s |
| 2e | Susanne Andersen        | Norvège    | Hitec Products     | + 0 s           |
| 3e | Daiva Tušlaitė          | Lituanie   | Alé Cipollini      | + 0 s           |
| 4e | Mieke Kröger            | Allemagne  | Canyon-SRAM Racing | + 0 s           |
| 5e | Allie Dragoo            | États-Unis | Cervélo Bigla      | + 0 s           |
| 6e | Danique Braam           | Pays-Bas   | Jan van Arckel     | + 0 s           |
| 7e | Liena de Jong           | Pays-Bas   | Team Drenthe       | + 0 s           |
| 8e | Marjolein van 't Geloof | Pays-Bas   | Jan van Arckel     | + 8 s           |
| 9e | Anna van der Breggen    | Pays-Bas   | Boels Dolmans      | + 8 s           |
| 10e | Ellen van Dijk          | Pays-Bas   | Sunweb             | + 8 s           |

| \| Classement général \| Classement général \| Classement général \| Classement général \| Classement général \| \| Coureuse \| Coureuse \| Pays \| Équipe \| Temps \| \| ------------------ \| -------------------- \| ------------------ \| ------------------ \| ------------------ \| \| 1re \| Ellen van Dijk \| Pays-Bas \| Sunweb \| 9 h 06 min 26 s \| \| 2e \| Anna van der Breggen \| Pays-Bas \| Boels Dolmans \| + 24 s \| \| 3e \| Lisa Brennauer \| Allemagne \| Canyon-SRAM Racing \| + 32 s \| \| 4e \| Lisa Klein \| Allemagne \| Cervélo Bigla \| + 51 s \| \| 5e \| Amy Pieters \| Pays-Bas \| Boels Dolmans \| + 1 min 06 s \| \| 6e \| Christine Majerus \| Luxembourg \| Boels Dolmans \| + 1 min 09 s \| \| 7e \| Lucinda Brand \| Pays-Bas \| Sunweb \| + 1 min 18 s \| \| 8e \| Lotta Lepistö \| Finlande \| Cervélo Bigla \| + 1 min 18 s \| \| 9e \| Amalie Dideriksen \| Danemark \| Boels Dolmans \| + 1 min 36 s \| \| 10e \| Floortje Mackaij \| Pays-Bas \| Sunweb \| + 1 min 46 s \| |                      |            |                    |                 |
| |                      |            |                    |                 |
| Source : ProCyclingStats |                      |            |                    |                 |
| Classement général |                      |            |                    |                 |
| Coureuse | Coureuse             | Pays       | Équipe             | Temps           |
| 1re | Ellen van Dijk       | Pays-Bas   | Sunweb             | 9 h 06 min 26 s |
| 2e | Anna van der Breggen | Pays-Bas   | Boels Dolmans      | + 24 s          |
| 3e | Lisa Brennauer       | Allemagne  | Canyon-SRAM Racing | + 32 s          |
| 4e | Lisa Klein           | Allemagne  | Cervélo Bigla      | + 51 s          |
| 5e | Amy Pieters          | Pays-Bas   | Boels Dolmans      | + 1 min 06 s    |
| 6e | Christine Majerus    | Luxembourg | Boels Dolmans      | + 1 min 09 s    |
| 7e | Lucinda Brand        | Pays-Bas   | Sunweb             | + 1 min 18 s    |
| 8e | Lotta Lepistö        | Finlande   | Cervélo Bigla      | + 1 min 18 s    |
| 9e | Amalie Dideriksen    | Danemark   | Boels Dolmans      | + 1 min 36 s    |
| 10e | Floortje Mackaij     | Pays-Bas   | Sunweb             | + 1 min 46 s    |

### 5eétape
Dans le premier tour, une échappée se forme avec Roxane Knetemann, Christine Majerus et Barbara Guarischi. Leur avance atteint trois minutes quand les formations Sunweb et Cervélo-Bigla amorcent la poursuite. Dans le final, Anna van der Breggen tente de partir, mais la formation Sunweb est vigilante. Esra Tromp revient sur le groupe d'échappée, toutefois le peloton se regroupe à trois kilomètres de la ligne d'arrivée. À un kilomètre et demi, Lisa Brennauer lance une attaque mais l'étape se conclut au sprint. Emilie Moberg se montre la plus rapide devant Lucinda Brand et Amalie Dideriksen.
| \| Classement de l'étape \| Classement de l'étape \| Classement de l'étape \| Classement de l'étape \| Classement de l'étape \| \| Coureuse \| Coureuse \| Pays \| Équipe \| Temps \| \| --------------------- \| --------------------- \| --------------------- \| --------------------------- \| --------------------- \| \| 1re \| Emilie Moberg \| Norvège \| Hitec Products \| 2 h 59 min 13 s \| \| 2e \| Lucinda Brand \| Pays-Bas \| Sunweb \| + 0 s \| \| 3e \| Amalie Dideriksen \| Danemark \| Boels Dolmans \| + 0 s \| \| 4e \| Sara Mustonen \| Suède \| VéloCONCEPT Women \| + 0 s \| \| 5e \| Anouska Koster \| Pays-Bas \| Pays-Bas \| + 0 s \| \| 6e \| Anna van der Breggen \| Pays-Bas \| Boels Dolmans \| + 0 s \| \| 7e \| Lotta Lepistö \| Finlande \| Cervélo Bigla \| + 0 s \| \| 8e \| Anna Trevisi \| Italie \| Alé Cipollini \| + 0 s \| \| 9e \| Demi de Jong \| Pays-Bas \| Parkhotel Valkenburg-Destil \| + 0 s \| \| 10e \| Karlijn Swinkels \| Pays-Bas \| Parkhotel Valkenburg-Destil \| + 0 s \| |                      |          |                             |                 |
| |                      |          |                             |                 |
| Source : ProCyclingStats |                      |          |                             |                 |
| Classement de l'étape |                      |          |                             |                 |
| Coureuse | Coureuse             | Pays     | Équipe                      | Temps           |
| 1re | Emilie Moberg        | Norvège  | Hitec Products              | 2 h 59 min 13 s |
| 2e | Lucinda Brand        | Pays-Bas | Sunweb                      | + 0 s           |
| 3e | Amalie Dideriksen    | Danemark | Boels Dolmans               | + 0 s           |
| 4e | Sara Mustonen        | Suède    | VéloCONCEPT Women           | + 0 s           |
| 5e | Anouska Koster       | Pays-Bas | Pays-Bas                    | + 0 s           |
| 6e | Anna van der Breggen | Pays-Bas | Boels Dolmans               | + 0 s           |
| 7e | Lotta Lepistö        | Finlande | Cervélo Bigla               | + 0 s           |
| 8e | Anna Trevisi         | Italie   | Alé Cipollini               | + 0 s           |
| 9e | Demi de Jong         | Pays-Bas | Parkhotel Valkenburg-Destil | + 0 s           |
| 10e | Karlijn Swinkels     | Pays-Bas | Parkhotel Valkenburg-Destil | + 0 s           |

## Classements finals

### Classement général final
| \| Classement général \| Classement général \| Classement général \| Classement général \| Classement général \| \| Coureuse \| Coureuse \| Pays \| Équipe \| Temps \| \| ------------------ \| -------------------- \| ------------------ \| ------------------ \| ------------------ \| \| 1re \| Ellen van Dijk \| Pays-Bas \| Sunweb \| 12 h 05 min 39 s \| \| 2e \| Anna van der Breggen \| Pays-Bas \| Boels Dolmans \| + 24 s \| \| 3e \| Lisa Brennauer \| Allemagne \| Canyon-SRAM Racing \| + 32 s \| \| 4e \| Lisa Klein \| Allemagne \| Cervélo Bigla \| + 51 s \| \| 5e \| Christine Majerus \| Luxembourg \| Boels Dolmans \| + 1 min 00 s \| \| 6e \| Amy Pieters \| Pays-Bas \| Boels Dolmans \| + 1 min 06 s \| \| 7e \| Lucinda Brand \| Pays-Bas \| Sunweb \| + 1 min 12 s \| \| 8e \| Lotta Lepistö \| Finlande \| Cervélo Bigla \| + 1 min 18 s \| \| 9e \| Amalie Dideriksen \| Danemark \| Boels Dolmans \| + 1 min 32 s \| \| 10e \| Floortje Mackaij \| Pays-Bas \| Sunweb \| + 1 min 46 s \| |                      |            |                    |                  |
| |                      |            |                    |                  |
| Source : ProCyclingStats |                      |            |                    |                  |
| Classement général |                      |            |                    |                  |
| Coureuse | Coureuse             | Pays       | Équipe             | Temps            |
| 1re | Ellen van Dijk       | Pays-Bas   | Sunweb             | 12 h 05 min 39 s |
| 2e | Anna van der Breggen | Pays-Bas   | Boels Dolmans      | + 24 s           |
| 3e | Lisa Brennauer       | Allemagne  | Canyon-SRAM Racing | + 32 s           |
| 4e | Lisa Klein           | Allemagne  | Cervélo Bigla      | + 51 s           |
| 5e | Christine Majerus    | Luxembourg | Boels Dolmans      | + 1 min 00 s     |
| 6e | Amy Pieters          | Pays-Bas   | Boels Dolmans      | + 1 min 06 s     |
| 7e | Lucinda Brand        | Pays-Bas   | Sunweb             | + 1 min 12 s     |
| 8e | Lotta Lepistö        | Finlande   | Cervélo Bigla      | + 1 min 18 s     |
| 9e | Amalie Dideriksen    | Danemark   | Boels Dolmans      | + 1 min 32 s     |
| 10e | Floortje Mackaij     | Pays-Bas   | Sunweb             | + 1 min 46 s     |

### Points UCI
| Position,          | 1er | 2e | 3e | 4e | 5e | 6e | 7e | 8e | 9e | 10e |
| Classement général | 40  | 30 | 16 | 12 | 10 | 8  | 6  | 3  | 2  | 1   |
| Par étape          | 8   | 5  | 3  | 1  |    |    |    |    |    |     |
| Leader, par étape  | 2   |    |    |    |    |    |    |    |    |     |

### Classements annexes

#### Classement par points
| Classement par points | Classement par points | Classement par points | Classement par points | Classement par points |
| Coureuse              | Coureuse              | Pays                  | Équipe                | Points                |
| --------------------- | --------------------- | --------------------- | --------------------- | --------------------- |
| 1re                   | Ellen van Dijk        | Pays-Bas              | Sunweb                | 64 pts                |
| 2e                    | Anna van der Breggen  | Pays-Bas              | Boels Dolmans         | 54 pts                |
| 3e                    | Lisa Brennauer        | Allemagne             | Canyon-SRAM Racing    | 52 pts                |

#### Classement de la meilleure jeune
| Classement de la meilleure jeune | Classement de la meilleure jeune | Classement de la meilleure jeune | Classement de la meilleure jeune | Classement de la meilleure jeune |
|                                  | Coureur                          | Pays                             | Équipe                           | Temps                            |
| -------------------------------- | -------------------------------- | -------------------------------- | -------------------------------- | -------------------------------- |
| 1er                              | Lisa Klein                       | Allemagne                        | Cervélo Bigla                    | en 12 h 6 min 30 s               |
| 2e                               | Amalie Dideriksen                | Danemark                         | Boels Dolmans                    | +41 s                            |
| 3e                               | Floortje Mackaij                 | Pays-Bas                         | Sunweb                           | +55 s                            |
| modifier                         |                                  |                                  |                                  |                                  |

#### Classement des sprints
| Classement des sprints | Classement des sprints | Classement des sprints | Classement des sprints | Classement des sprints |
| ---------------------- | ---------------------- | ---------------------- | ---------------------- | ---------------------- |
|                        | Coureur                | Pays                   | Équipe                 | Point(s)               |
| 1er                    | Barbara Guarischi      | Italie                 | Canyon-SRAM            | 9 points               |
| 2e                     | Christina Siggaard     | Danemark               | Véloconcept            | 8 pts                  |
| 3e                     | Christine Majerus      | Luxembourg             | Boels Dolmans          | 6 pts                  |
| modifier               |                        |                        |                        |                        |

#### Classement de la meilleure Néerlandaise en club
| Classement Classement de la meilleure Néerlandaise en club | Classement Classement de la meilleure Néerlandaise en club | Classement Classement de la meilleure Néerlandaise en club | Classement Classement de la meilleure Néerlandaise en club | Classement Classement de la meilleure Néerlandaise en club |
|                                                            | Coureur                                                    | Pays                                                       | Équipe                                                     | Temps                                                      |
| ---------------------------------------------------------- | ---------------------------------------------------------- | ---------------------------------------------------------- | ---------------------------------------------------------- | ---------------------------------------------------------- |
| 1er                                                        | Marjolein Van't Geloof                                     | Pays-Bas                                                   | Jan van Arckel                                             | en 12 h 9 min 59 s                                         |
| 2e                                                         | Danique Braam                                              | Pays-Bas                                                   | Jan van Arckel                                             | +18 s                                                      |
| 3e                                                         | Rixt Meijer                                                | Pays-Bas                                                   | Jan van Arckel                                             | +22 s                                                      |
| modifier                                                   |                                                            |                                                            |                                                            |                                                            |

#### Classement de la meilleure équipe
| Classement de la meilleure équipe | Classement de la meilleure équipe | Classement de la meilleure équipe | Classement de la meilleure équipe | Classement de la meilleure équipe |
|                                   | Coureur                           | Pays                              | Équipe                            | Temps                             |
| --------------------------------- | --------------------------------- | --------------------------------- | --------------------------------- | --------------------------------- |
| 1er                               | Boels Dolmans                     | Pays-Bas                          | '                                 | en 36 h 19 min 12 s               |
| 2e                                | Sunweb                            | Pays-Bas                          |                                   | +0 min 54 s                       |
| 3e                                | Canyon-SRAM                       | Allemagne                         |                                   | +1 min 26 s                       |
| modifier                          |                                   |                                   |                                   |                                   |

## Évolution des classements
| Étapes             | Vainqueur          | Classement général | Classement par points | Classement des sprints | Classement de la meilleure jeune | Classement de la combativité | Meilleure coureuse de club | Classement de la meilleure équipe |  |
| ------------------ | ------------------ | ------------------ | --------------------- | ---------------------- | -------------------------------- | ---------------------------- | -------------------------- | --------------------------------- |  |
| 1a                 | Ellen van Dijk     | Ellen van Dijk     | Ellen van Dijk        | Lisa Brennauer         | Lisa Klein                       | Stephanie Pohl               | Nicole Steigenga           | Boels Dolmans                     |  |
| 1b                 | Amy Pieters        | Ellen van Dijk     | Ellen van Dijk        | Anna van der Breggen   | Lisa Klein                       | Alice Barnes                 | Marjolein Van't Geloof     | Boels Dolmans                     |  |
| 2                  | Boels Dolmans      | Ellen van Dijk     | Ellen van Dijk        | Anna van der Breggen   | Lisa Klein                       | Alice Barnes                 | Marjolein Van't Geloof     | Boels Dolmans                     |  |
| 3                  | Lisa Brennauer     | Ellen van Dijk     | Ellen van Dijk        | Christina Siggaard     | Lisa Klein                       | Nicole Steigenga             | Marjolein Van't Geloof     | Boels Dolmans                     |  |
| 4                  | Chantal Blaak      | Ellen van Dijk     | Ellen van Dijk        | Christina Siggaard     | Lisa Klein                       | Daiva Tušlaitė               | Marjolein Van't Geloof     | Boels Dolmans                     |  |
| 5                  | Emilie Moberg      | Ellen van Dijk     | Ellen van Dijk        | Barbara Guarischi      | Lisa Klein                       | Roxane Knetemann             | Marjolein Van't Geloof     | Boels Dolmans                     |  |
| Classements finals | Classements finals | Ellen van Dijk     | Ellen van Dijk        | Barbara Guarischi      | Lisa Klein                       | Roxane Knetemann             | Marjolein Van't Geloof     | Boels Dolmans                     |  |

## Liste des participantes
| Légende                          | Légende                                                                                              | Légende                                | Légende |
| -------------------------------- | --- | -------------------------------------- | --- |
| Num                              | Dossard de départ porté par la coureuse sur ce Healthy Ageing Tour féminin                           | Pos                                    | Position finale au classement général                                                                           |
| Leader du classement général     | Indique la vainqueur du classement général                                                           | Leader du classement par points        | Indique la vainqueur du classement par points                                                                   |
| Leader du classement des sprints | Indique la vainqueur du classement des sprints                                                       | Leader du classement du meilleur jeune | Indique la vainqueur du classement de la meilleure jeune                                                        |
|                                  | Indique la vainqueur du classement de la meilleure amateuse néerlandaise                             |                                        | Indique un maillot de champion national ou mondial, suivi de sa spécialité                                      |
| #                                | Indique la meilleure équipe                                                                          | NP                                     | Indique une coureuse qui n'a pas pris le départ d'une étape, suivi du numéro de l'étape où elle s'est retirée   |
| AB                               | Indique une coureuse qui n'a pas terminé une étape, suivi du numéro de l'étape où elle s'est retirée | HD                                     | Indique un coureuse qui a terminé une étape hors des délais, suivi du numéro de l'étape                         |
| DSQ                              | Indique un coureur qui a été disqualifié de la course, suivi du numéro de l'étape                    | *                                      | Indique un coureuse en lice pour le classement de la meilleure jeune (coureuses nées après le 1er janvier 1995) |

| Boels Dolmans DLT | Boels Dolmans DLT                | Boels Dolmans DLT |
| ----------------- | -------------------------------- | ----------------- |
| Num               | Coureur                          | Pos               |
| 1                 | Amalie Dideriksen* (DEN) (route) | 9e                |
| 2                 | Chantal Blaak (NED)              | 11e               |
| 3                 | Christine Majerus (LUX) (route)  | 5e                |
| 4                 | Amy Pieters (NED)                | 6e                |
| 5                 | Anna van der Breggen (NED)       | 2e                |
| 6                 | Katarzyna Pawlowska (POL)        | AB-5              |

| Canyon-SRAM Racing LPR | Canyon-SRAM Racing LPR      | Canyon-SRAM Racing LPR |
| ---------------------- | --------------------------- | ---------------------- |
| Num                    | Coureur                     | Pos                    |
| 11                     | Hannah Barnes (GBR) (route) | 14e                    |
| 12                     | Lisa Brennauer (GER)        | 3e                     |
| 13                     | Tiffany Cromwell (AUS)      | 22e                    |
| 14                     | Barbara Guarischi (ITA)     | 20e                    |
| 15                     | Mieke Kröger (GER) (route)  | 13e                    |
| 16                     | Alexis Ryan (USA)           | 21e                    |

| Sunweb SUN | Sunweb SUN              | Sunweb SUN |
| ---------- | ----------------------- | ---------- |
| Num        | Coureur                 | Pos        |
| 21         | Juliette Labous* (FRA ) | 36e        |
| 22         | Liane Lippert* (GER )   | 18e        |
| 23         | Floortje Mackaij* (NED) | 10e        |
| 24         | Julia Soek (NED)        | 15e        |
| 25         | Ellen van Dijk (NED)    | 1re        |
| 26         | Lucinda Brand (NED)     | 7e         |

| Cervélo Bigla CBT | Cervélo Bigla CBT           | Cervélo Bigla CBT |
| ----------------- | --------------------------- | ----------------- |
| Num               | Coureur                     | Pos               |
| 31                | Lotta Lepistö (FIN) (route) | 8e                |
| 32                | Lisa Klein* (GER)           | 4e                |
| 33                | Stephanie Pohl (GER)        | 44e               |
| 34                | Allie Dragoo (USA)          | 17e               |
| 35                | Nicole Hanselmann (SUI)     | AB-1b             |

| Véloconcept TVW | Véloconcept TVW           | Véloconcept TVW |
| --------------- | ------------------------- | --------------- |
| Num             | Coureur                   | Pos             |
| 41              | Camilla Pedersen (DEN)    | NP-5            |
| 42              | Christina Siggaard (DEN)  | 29e             |
| 44              | Sara Mustonen (SWE)       | 37e             |
| 45              | Sara Penton (SWE)         | 32e             |
| 46              | Pernille Mathiesen* (DEN) | 24e             |

| Alé Cipollini ALE | Alé Cipollini ALE     | Alé Cipollini ALE |
| ----------------- | --------------------- | ----------------- |
| Num               | Coureur               | Pos               |
| 51                | Romy Kasper (GER)     | NP-5              |
| 52                | Janneke Ensing (NED)  | NP-3              |
| 53                | Anna Trevisi (ITA)    | 33e               |
| 54                | Anisha Vekemans (BEL) | 65e               |
| 55                | Soraya Paladin (ITA)  | 49e               |
| 56                | Daiva Tušlaitė (LTU)  | 26e               |

| Hitec Products HPU | Hitec Products HPU       | Hitec Products HPU |
| ------------------ | ------------------------ | ------------------ |
| Num                | Coureur                  | Pos                |
| 61                 | Susanne Andersen* (NOR)  | 38e                |
| 62                 | Ilona Hoeksma (NED)      | 60e                |
| 63                 | Emilie Moberg (NOR)      | 41e                |
| 64                 | Thea Thorsen (NOR)       | 31e                |
| 65                 | Katrine Aalerud (NOR)    | 64e                |
| 66                 | Vita Heine (NOR) (route) | 45e                |

| WNT | WNT                  | WNT  |
| --- | -------------------- | ---- |
| Num | Coureur              | Pos  |
| 71  | Eileen Roe (GBR)     | 39e  |
| 72  | Elise Maes (NED)     | 52e  |
| 73  | Hayley Jones* (GBR)  | 28e  |
| 74  | Rebecca Carter (GBR) | 59e  |
| 75  | Keira McVitty* (GBR) | NP-3 |
| 76  | Gabriella Shaw (GBR) | 55e  |

| Parkhotel Valkenburg-Destil PVD | Parkhotel Valkenburg-Destil PVD | Parkhotel Valkenburg-Destil PVD |
| ------------------------------- | ------------------------------- | ------------------------------- |
| Num                             | Coureur                         | Pos                             |
| 81                              | Demi de Jong* (NED)             | 43e                             |
| 82                              | Karlijn Swinkels* (NED)         | 46e                             |
| 83                              | Anna Knauer* (GER)              | AB-1b                           |
| 84                              | Aafke Soet* (NED)               | AB-3                            |
| 85                              | Eva Buurman (NED)               | 27e                             |
| 86                              | Esra Tromp (NED)                | 25e                             |

| Sélection nationale des Pays-Bas | Sélection nationale des Pays-Bas | Sélection nationale des Pays-Bas |
| -------------------------------- | -------------------------------- | -------------------------------- |
| Num                              | Coureur                          | Pos                              |
| 91                               | Riejanne Markus (NED)            | 47e                              |
| 92                               | Maaike Boogaard* (NED)           | 50e                              |
| 93                               | Anouska Koster (NED) (route)     | 19e                              |
| 94                               | Roxane Knetemann (NED)           | 16e                              |
| 95                               | Annemiek van Vleuten (NED)       | NP-3                             |
| 96                               | Yara Kastelijn* (NED)            | AB-1b                            |

| Sélection nationale de Grande-Bretagne | Sélection nationale de Grande-Bretagne | Sélection nationale de Grande-Bretagne |
| -------------------------------------- | -------------------------------------- | -------------------------------------- |
| Num                                    | Coureur                                | Pos                                    |
| 101                                    | Annasley Park* (GBR)                   | AB-1b                                  |
| 102                                    | Megan Barker* (GBR)                    | 56e                                    |
| 103                                    | Abigail Dentus* (GBR)                  | 53e                                    |
| 104                                    | Alice Barnes* (GBR)                    | 12e                                    |
| 105                                    | Melissa Lowther* (GBR)                 | 23e                                    |
| 106                                    | Rebecca Raybould* (GBR)                | AB-1b                                  |

| NWV Groningen | NWV Groningen                   | NWV Groningen |
| ------------- | ------------------------------- | ------------- |
| Num           | Coureur                         | Pos           |
| 111           | Anne Marijn Van der Graaf (NED) | 70e           |
| 112           | Wendy Oosterwoud* (NED)         | 72e           |
| 113           | Paulien Koster* (NED)           | 42e           |
| 114           | Loes Adegeest* (NED)            | AB-3          |
| 115           | Josine Woudsma (NED)            | AB-1b         |
| 116           | Hanna de Jong (NED)             | AB-1b         |

| Team Drenthe | Team Drenthe             | Team Drenthe |
| ------------ | ------------------------ | ------------ |
| Num          | Coureur                  | Pos          |
| 121          | Floor Weerink* (NED)     | 61e          |
| 122          | Liena de Jong* (NED)     | 68e          |
| 123          | Ivana Tiessens (NED)     | AB-1b        |
| 124          | Leonie Lubbinge (NED)    | 54e          |
| 125          | Janieke Kalsbeek (NED)   | 66e          |
| 126          | Sanne Bouwmeester* (NED) | 51e          |

| Jan van Arckel | Jan van Arckel                | Jan van Arckel |
| -------------- | ----------------------------- | -------------- |
| Num            | Coureur                       | Pos            |
| 131            | Evy Kuijpers* (NED)           | 40e            |
| 132            | Danique Braam* (NED)          | 34e            |
| 133            | Marjolein Van't Geloof* (NED) | 30e            |
| 134            | Rixt Meijer (NED)             | 35e            |
| 135            | Delore Stougje* (NED)         | AB-3           |
| 136            | Nike Beckeringh (NED)         | 58e            |

| Swaboladies.nl | Swaboladies.nl          | Swaboladies.nl |
| -------------- | ----------------------- | -------------- |
| Num            | Coureur                 | Pos            |
| 141            | Eveline de Groot (NED)  | AB-1b          |
| 142            | Malin Eriksen* (NOR)    | AB-5           |
| 143            | Marleen Pardon (NED)    | AB-1b          |
| 144            | Marissa Baks* (NED)     | 67e            |
| 145            | Nicole Steigenga* (NED) | 48e            |
| 146            | Ingrid Tempert (NED)    | 71e            |

| WV Zeeuws-Vlaanderen | WV Zeeuws-Vlaanderen         | WV Zeeuws-Vlaanderen |
| -------------------- | ---------------------------- | -------------------- |
| Num                  | Coureur                      | Pos                  |
| 151                  | Arianna Pruisscher* (NED)    | NP-1a                |
| 152                  | Liisa Ehrberg (EST)          | 63e                  |
| 153                  | Sara Olsson (SWE)            | 57e                  |
| 154                  | Dani Christmas (GBR)         | 69e                  |
| 155                  | Céline Van Houtum* (NED)     | 62e                  |
| 156                  | Caroline Thorvik Olsen (NOR) | AB-1b                |

Source.

## Organisation et règlement

### Organisation
Le président de l'organisation est Thijs Rondhuis. Il est assisté de Rikus Sunderman et Daniëlle Lissenberg-Bekkering.

### Partenaires
La course anciennement parrainée par l'entreprise Energiewacht est en 2017 financée par Healthy Ageing.

### Règlement de la course

#### Délais
Lors d'une course cycliste, les coureurs sont tenus d'arriver dans un laps de temps imparti à la suite du premier pour pouvoir être classés. Les délais prévus sont de 10 % pour toutes les étapes en ligne et 33 % pour le contre-la-montre par équipes. Aucun délais ne s'applique au contre-la-montre individuel. La règle des trois kilomètres s'applique conformément au règlement UCI.

#### Contre-la-montre par équipes
Les temps réels du contre-la-montre par équipes ne sont pas pris en compte pour le classement général. À la place, il attribue aux seize premières formations un bonus temporel de : 35, 30, 28, 26, 24, 22, 20, 18, 16, 14, 12, 10, 8, 6, 4 et 2 seconde. De même, pour le classement par équipes, le temps réel n'est pas utilisé. En lieu et place un bonus de 90, 75... (3 fois le barème précédent) secondes est attribué aux formations. Le temps est pris sur la quatrième coureuse. Si une coureuse est distancée, son retard est soustrait du bonus. Si la différence est négative, elle est tronquée à zéro.

#### Classements et bonifications
Le classement général individuel au temps est calculé par le cumul des temps enregistrés dans chacune des étapes parcourues. Des bonifications et d'éventuelles pénalisations sont incluses dans le calcul du classement. Le coureur qui est premier de ce classement est porteur du maillot jaune. En cas d'égalité au temps, les centièmes de secondes du contre-la-montre sont pris en considération. En cas de nouvelle égalité, la somme des places obtenues sur chaque étape départage les concurrentes.
Des bonifications sont attribuées dans cette épreuve. L'arrivée des étapes donne dix, six et quatre secondes de bonifications aux trois premières. Par ailleurs, durant la course, il existe des sprints intermédiaires dont les trois premiers sont récompensés respectivement de trois secondes, deux secondes et une seconde.

##### Classement par points
Le maillot vert, récompense le classement par points. Celui-ci se calcule selon le classement lors des arrivées d'étape.
Les étapes en ligne et le contre-la-montre individuel attribuent aux quinze premières des points selon le décompte suivant : 25, 20, 16, 14, 12, 10, 9, 8, 7, 6, 5, 4, 3, 2 et 1. En cas d'égalité, les coureurs sont prioritairement départagés par le nombre de victoires d'étapes. Si l'égalité persiste, la place obtenue au classement général entrent en compte. Pour être classé, un coureur doit avoir terminé la course dans les délais.

##### Classement des sprints
Le maillot orange, récompense le classement des sprints. Des sprints intermédiaires attribuent 3, 2 et 1 points aux trois premières. En cas d'égalité, le dernier sprint départage les concurrentes.

##### Classement de la meilleure jeune
Le classement de la meilleure jeune ne concerne qu'une certaine catégorie de coureuses, celles étant âgées de moins de 23 ans. C'est-à-dire aux coureuses nées après le 1er janvier 1995. Ce classement, basé sur le classement général, attribue au premier un maillot blanc.

##### Prix de la combativité
Le jury des commissaires attribue un prix de la combativité à la fin de chaque étape à une coureuse. Elle porte le maillot rouge. Il n'y a pas de classement final pour ce prix.

##### Classement de la meilleure Néerlandaise en club
Le classement de la meilleure Néerlandaise en club ne concerne qu'une certaine catégorie de coureuses, celles de nationalité Néerlandaise courant dans une équipe régionale ou amateur. Ce classement, basé sur le classement général, attribue au premier un maillot bleu.

##### Classement de la meilleure équipe
Le temps au classement général des trois meilleures coureuses de chaque équipe est additionné. Les bonus ne comptent pas à l'inverse des pénalités. En cas d'égalité, les places des trois meilleures coureuses de chaque équipe sont additionnées.

##### Répartition des maillots
Chaque coureuse en tête d'un classement est porteuse du maillot ou du dossard distinctif correspondant. Cependant, dans le cas où une coureuse dominerait plusieurs classements, celle-ci ne porte qu'un seul maillot distinctif, selon une priorité de classements. Le classement général au temps est le classement prioritaire, suivi du classement par points, du classement des sprints, du classement de la meilleure jeune, du classement de la combativité et de celui de la meilleure Néerlandaise. Si ce cas de figure se produit, le maillot correspondant au classement annexe de priorité inférieure n'est pas porté par celui qui domine ce classement mais par son deuxième.

#### Primes
Les étapes en ligne, permettent de remporter les primes suivantes:
| Position | 1er   | 2e    | 3e   | 4e   | 5e   | 6e   | 7e   | 8e   | 9e   | 10e  |
| Prix     | 195 € | 113 € | 87 € | 71 € | 59 € | 59 € | 59 € | 59 € | 59 € | 59 € |

En sus, les coureuses placées de la 11e à la 15e place gagnent 28 €.
Les deux demi-étapes et le classement par équipes rapportent quant à elles :
| Position | 1er   | 2e   | 3e   | 4e   | 5e   | 6e   | 7e   | 8e   | 9e   | 10e  |
| Prix     | 117 € | 87 € | 59 € | 49 € | 38 € | 38 € | 38 € | 38 € | 38 € | 38 € |

En sus, les coureuses placées de la 11e à la 15e place gagnent 28 €.
Le classement général final attribue les sommes suivantes :
| Position | 1er   | 2e    | 3e    | 4e    | 5e    | 6e   | 7e   | 8e   | 9e   | 10e  |
| Prix     | 326 € | 217 € | 164 € | 136 € | 109 € | 97 € | 87 € | 76 € | 65 € | 53 € |

En sus, les coureuses placées de la 11e à la 14e place gagnent 43 €, la quinzième  33 €, celles placées de la 16e à la 20e place 22 €.

#### Prix
Le port du maillot jaune rapporte 50 € par jour, les quatre autres maillots 25 €. Les classements finals par points, des sprints, de la meilleure jeune, de la meilleure Néerlandaise et par équipes attribuent :
| Position | 1er  | 2e   | 3e   | 4e   | 5e   | 6e | 7e | 8e | 9e | 10e |
| Prix     | 75 € | 60 € | 50 € | 25 € | 15 € | €  | €  | €  | €  | €   |

#### Pistes cyclables
Il est interdit d'emprunter les pistes cyclables et autres trottoirs qui ne sont pas explicitement inclus dans le parcours.